# Campo de sangre
Campo de sangre es una película argentina estrenada el 19 de abril de 2001. La dirección del filme está a cargo de Gabriel Arbós y el elenco está comandado por José Luis Alfonzo, Alicia Zanca, Arturo Maly, Alejo García Pintos y Jimena Anganuzzi. La trama del film está basada en un hecho real ocurrido en La Pampa en 1969, durante la dictadura del general Juan Carlos Onganía.
Los protagonistas de esta historia fueron un capitán de la Armada (funcionario del gobierno provincial y hombre insatisfecho con su relación conyugal), su esposa, la amante del marino, un joven periodista y la recepcionista de la comuna.

## Argumento
Jorge Ronzatti (Alfonzo) es un funcionario del gobierno de la Pampa, está casado, desde hace 8 años, con Nelly, pero su matrimonio va en decadencia, entre otras cosas por la imposibilidad de tener hijos.
Ronzatti engaña a su mujer con Marta, una importante funcionaria municipal. Sin embargo se enamora perdidamente de la joven recepcionista de la municipalidad; Andrea, quien tuvo un romance con Pablo, periodista del diario local. Esta ve en Ronzatti al hombre que le puede brindar un buen futuro sentimental y económico. Ronzatti no tiene opción, ama a Andrea, pero no puede divorciarse, ya que esto comprometería su promisoria carrera política y militar. Es entonces que elegirá un camino sin retorno. A partir de esta sórdida lucha de pasiones el político comete un crimen brutal contra su señora. El contexto de una sociedad pueblerina y la rigidez de un sistema dictatorial transforman esta película en una radiografía de nuestro pasado reciente como argentinos.
Dijo el director:

"En algún punto, Campo de sangre es un documental, pero con actores, con escenas y diálogos de ficción."

Clarín dijo:

Cinematográficamente, todo es válido en la medida en que se lo haga desde una estética definida, e incluso ambiciosa, sin pretender que el alegato o el señalamiento se sostenga a caballo de lo que pueda entenderse como negocio. Y algo de esa dualidad se nota en Campo de sangre…Las vaguedades tienden a preservar la intención (y sólo eso) de suspenso del director Gabriel Arbós —también guionista, junto con Fernando Díaz—…José Luis Alfonzo exhibe un buen manejo corporal desequilibrado por una manifiesta inexpresividad. Y en cuanto al resto del elenco, Alejo García Pintos, Alicia Zanca, Arturo Maly y Tito Haas brindan sus indudables oficios profesionales, dentro de lo que les es permitido por un libro sin profundidad y que desperdicia una situación ciertamente misteriosa, la cual podría haber dado para una indagación fílmica considerablemente más profunda. Algunas escenas de corte pasional entre Ronzatti y Andrea (Jimena Anganuzzi) no inyectan erotismo sino que, más bien, suman a la confusión. Una verdadera pena.”

Adolfo C. Martínez en La Nación opinó:

”El cineasta apostó a la denuncia y a la narrativa policial. Esta conjunción convierte al film en una especie de híbrido poco interesante …Arbós, hábil en el manejo de la técnica narrativa, no pudo reflotar un argumento que careció del sórdido clima que necesitaba la trama, y con más esfuerzo que saldo positivo cayó en convencionalismos y en personajes que necesitaban una mayor hondura dramática.… Arbós y Fernando Díaz, como guionistas… se apoyaron más en lo exterior que en los meandros de sus protagonistas. El resultado quedó a mitad de camino entre mostrar un hecho no demasiado recordado y una radiografía que, por su importancia, precisaba una mayor fuerza dramática. El director acertó en algunas situaciones de cierto suspenso y en la elección de los rubros técnicos, ya que tanto la fotografía de Carlos Ferro como la música de Litto Nebbia sirvieron de hábil apoyatura al relato. Pero, en cambio, no logró inyectar verosimilitud a su elenco, ya que tanto José Luis Alfonzo como Alejo Pintos, Alicia Zanca y Arturo Maly apostaron a la simplicidad o a la desmesura.”